# Archibald Scott Cleghorn

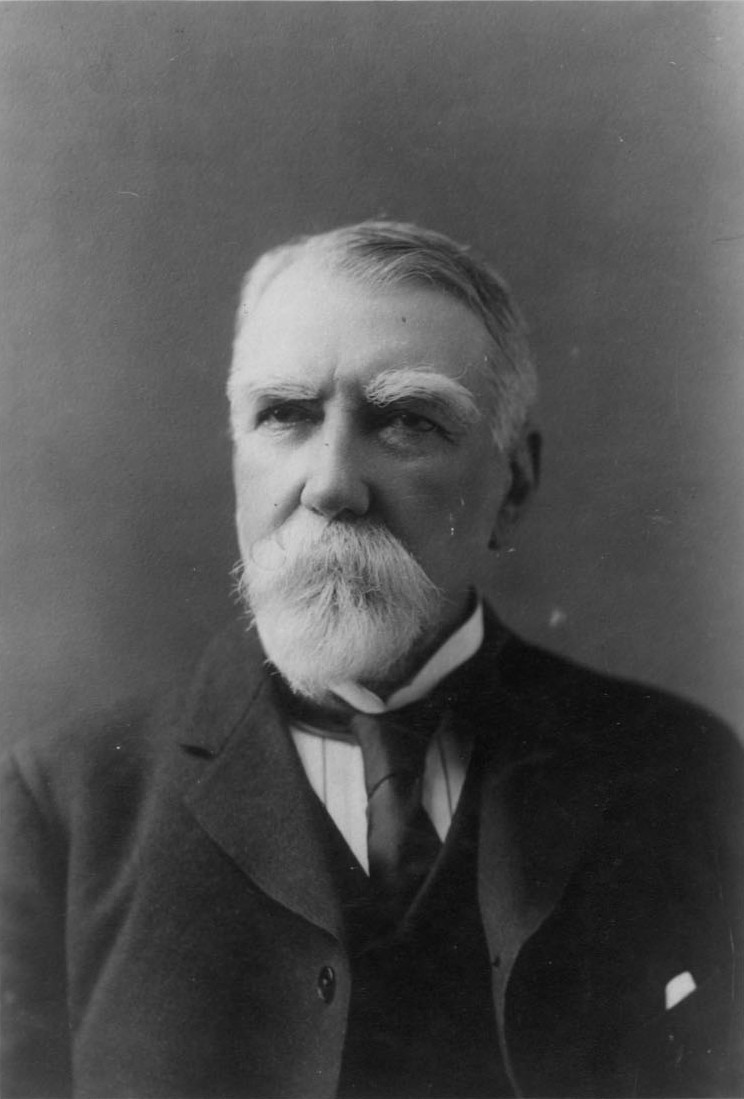
Archibald Scott Cleghorn

Archibald Scott Cleghorn (ur. 1835, zm. 1910) - ojciec ostatniej następczyni tronu Hawajów, księżniczki Victorii Kaʻiulani z rodu Kalākaua. 
Archibald Scott Cleghorn przybył na wyspy hawajskie wraz z rodziną kiedy ten miał kilkanaście lat. Urodził się w Szkocji, dzieciństwo zaś spędził w Nowej Zelandii.
Jego rodzice przyjechali następnie na Hawaje, a jego dziadek otworzył tam sklepik. Po jego śmierci to właściwie Archibald Scott zaczął prowadzić interes. W niedługim czasie miał już parę sklepów. 
Cleghornowi dobrze się wiodło. Jego pierwszą żoną była Elizabeth Lapeka. Z tego związku miał trzy córki: Rose, Helen i Annie. W 1870 ożenił się z księżniczką hawajską - Miriam Kapili Likelike - siostrą króla Dawida Kalākaua i królowej Lidii Liliʻuokalani. 
Miriam i Archibald doczekali się jednej córki - Viktorii, która urodziła się w 1875 roku. Druga żona Archibalda zmarła w 1887 roku. Archibald Scott stracił również dwie córki Annie 1897 i Kaʻiulani w 1899 roku. On sam zmarł na atak serca 1 listopada 1910 roku, w ʻĀinahau.